# John Abercrombie / Marc Johnson / Peter Erskine
John Abercrombie / Marc Johnson / Peter Erskine ist ein Jazzalbum des Trios aus dem Gitarristen John Abercrombie, dem Bassisten Marc Johnson und dem Schlagzeuger Peter Erskine. Der am 21. April 1988 im Club Nightstage in Boston mitgeschnittene Auftritt des Trios erschien 1989 auf ECM Records.

## Hintergrund
Abercrombie hatte bereits 1985 mit diesem Trio im Rainbow Studio in Oslo das Album Current Events eingespielt. In der Ausgabe der französischen Zeitschrift Jazz Hot vom Juni 1989 sprach er von seinem Wunsch, mit seiner Trio-Konstellation ein demokratisches Gleichgewicht zu erreichen, das mit dem des berühmten Poll Winners-Trios von Barney Kessel, Ray Brown und Shelly Manne vergleichbar sei.

## Titelliste

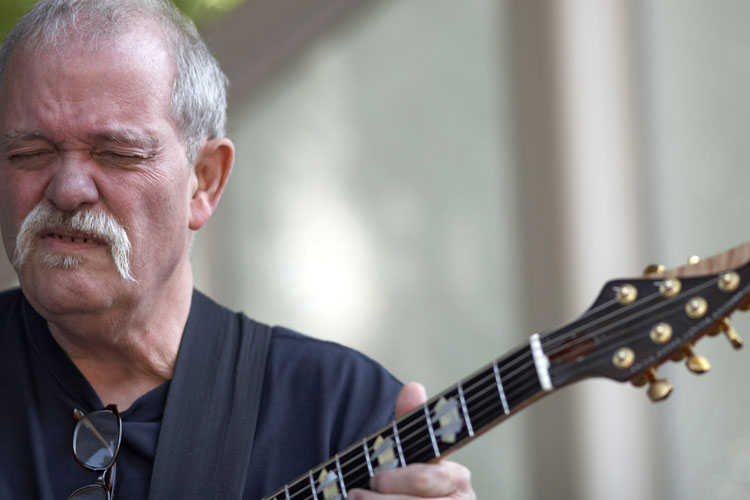
John Abercrombie 2007

- John Abercrombie, Marc Johnson, Peter Erskine (ECM Records – ECM 1390, 837 756-1)[3]
  1. Furs on Ice (Johnson) 7:28
  2. Stella by Starlight (Ned Washington, Victor Young) 7:34
  3. Alice in Wonderland (Sammy Fain, Bob Hilliard) 7:22
  4. Beautiful Love (Haven Gillespie, Wayne King, Egbert Van Alstyne, Victor Young) 7:55
  5. Innerplay (Abercrombie, Erskine, Johnson) 5:35
  6. Light Beam (Abercrombie) 3:08
  7. Drum Solo (Erskine) 3:00
  8. Four on One (Abercrombie) 6:03
  9. Samurai Hee-Haw (Johnson) 8:22

## Rezeption
Michael Tucker schrieb im Jazz Journal, das schnelle „Stella by Starlight“ oder der Walking-Swing von „Beautiful Heart“ würden etwas verblassen im Vergleich zum raffinierten Groove von „Four On One“, dessen Spiel mit melodischer Freiheit oder der atmosphärischen Kombination aus melodischem Auftrieb und rhythmischer Verankerung in den felsenfesten „Furs On Ice“ und „Samurai Hee-Haw“. Aber während Remininszensen an Terje Rypdals synthetische Stimmungen der späten 1970er-Jahre in Light Beam „Abercrombies Distanz zu puristischen Vorstellungen von linearem Bebop-Revivaltum weiter betonen, ist der Gesamtpunkt seines vergleichenden Ansatzes [mit Barney Kessel] gut verstanden.“ Dies sei eine großartige Trio-Aufnahme, resümiert der Autor, bei der Johnson und Erskine eine inspirierende Palette an Farben, Kick und Stimmung liefern und die alle außer den fanatischsten puristischen Boppern oder Anhänger der freien Formen zufriedenstellen sollten.
Ron Wynn vergab an das Album in Allmusic 4½ (von 5) Sterne und lobte: „Ein exzellentes Trio-Outing mit Abercrombie, dem erfinderischen Bassisten Marc Johnson und dem Karriere-Schlagzeuger Peter Erskine. Das Trio vereinigt sich manchmal zu durchdringenden Interpretationen wie ‚Stella by Starlight‘, und manchmal kollidiert es und interagiert mit wütenden Rhythmusdialogen und ausgedehnten Improvisationen.“
Richard Cook und Brian Morton (The Penguin Guide to Jazz) waren der Ansicht, dass das Album ein starkes Statement sei, auch wenn es nicht die Stringenz von Current Event (1985) habe; die Einbeziehung der beiden Standards „Stella by Starlight“ und „Beautiful Love“ sei eine gute Entscheidung gewesen.